# Löbner (Uhrenmarke)

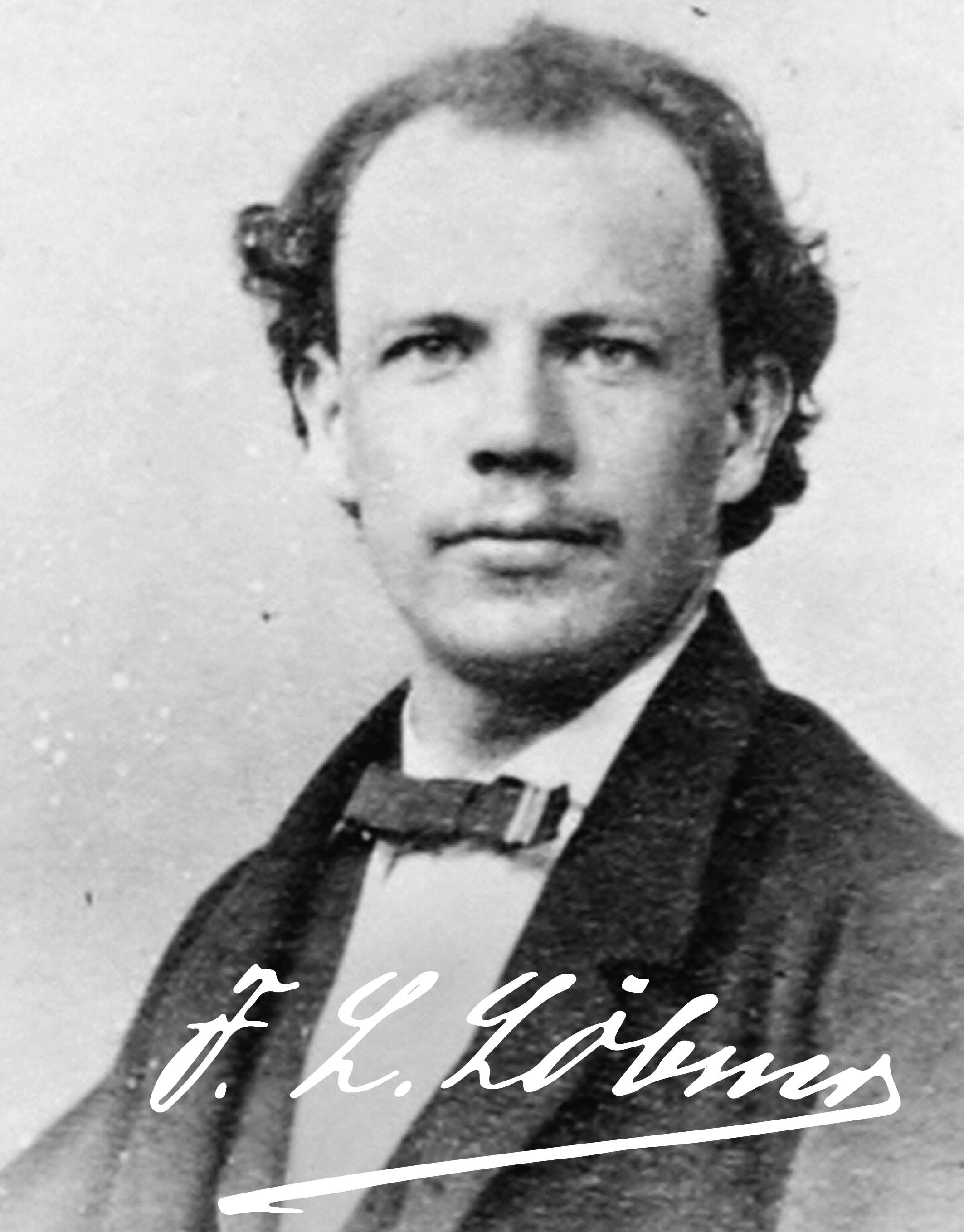
Franz Louis Löbner, 1864

Löbner ist eine deutsche Uhrenmanufaktur. Im 19. Jahrhundert erhielt Franz Louis Löbner Patente für Erfindungen in der Zeitmessung. Die Firma stellte vor allem Kurzzeitmesser her, darunter Rennbahnuhren, Tertienzähler, sowie Chronoskope zusammen mit passenden Auslöseapparaten. International bekannt wurde das Berliner Unternehmen durch Handel mit Uhren. Die Firma vertrat Hersteller wie J. Assmann oder A. Lange & Söhne aus Glashütte, Vacheron Constantin, Patek Philippe, Ulysse Nardin und Strasser & Rohde. Daneben machte sich die Firma im Bereich der Messung sehr kurzer Zeiten einen Namen. Im Laufe des Zweiten Weltkriegs stellte Löbner den Betrieb ein. 2023 wurde die Marke nach 85 Jahren vom Münchner Unternehmer Matthias Düwel wiederbelebt und vertreibt mechanische Armbanduhren im Luxussegment.

## Geschichte

### Gründung 1862
Franz Louis (später Ludwig) Löbner wurde am 26. September 1836 in Torgau geboren. Nach einer Uhrmacherlehre, die er 1855 mit der Gesellenprüfung abschloss, begab er sich auf Wanderschaft. Während dieser Zeit bot er seine Dienste Uhrmachern in Nordhausen, Leipzig und Berlin an. Eigentlich hatte er vor, sich in Hamburg niederzulassen, doch da seine Papiere dort nicht akzeptiert wurden, bekam er keine Einreisebewilligung.
Löbner ging deshalb 1857 zurück nach Berlin. Er entging der Wehrpflicht, da er bei mehreren Musterungen als zu klein eingestuft und deshalb der Ersatz-Reserve zugeordnet wurde. In Berlin war er zuerst bei G.R.T. Kaul, einem der Hofuhrmacher von Friedrich Karl von Preußen, angestellt. Im Jahr 1862 erhielt Löbner eine dauerhafte Aufenthaltsgenehmigung für Berlin, woraufhin er am 1. Oktober sein erstes Ladengeschäft in der Potsdamer Straße 11 eröffnete. Im selben Monat legte er die Meisterprüfung ab. Im Jahr 1864 heiratete er Anna Maria Sophia Mixius, das Paar hatte drei Kinder.

### Entwicklung des Tertienzählers zur Messung der Hundertstelsekunde (1880)

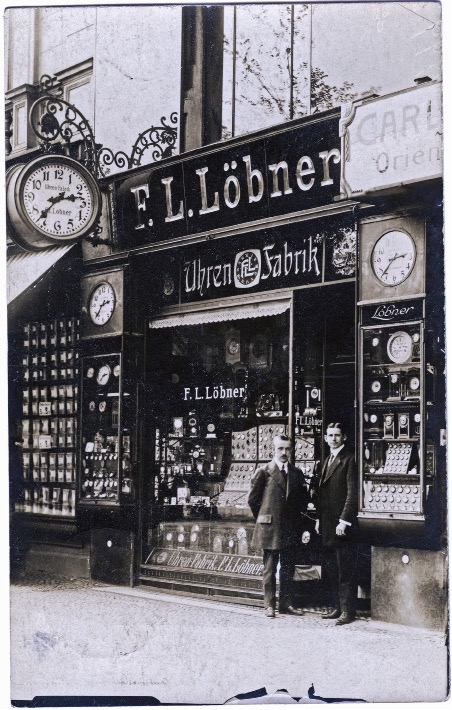
Ladengeschäft F.L. Löbner in der Potsdamer Straße 23, Berlin

Tertienzähler von Löbner im Holzgehäuse

Löbner bezeichnete sein Geschäft schon damals als Fabrik. Im Jahr 1879 erfand er eine astronomische Pendeluhr mit einer speziellen Hemmung, die das Kaiserliche Patentamt mit dem Patent „Freier Ankergang für Pendeluhren“ DRP 8961 auszeichnete. Sein Unternehmen wuchs und zwei Jahre später folgten weitere Patente für „Neuerungen an Pendeluhren“. Eine der wichtigsten Erfindungen Löbners war der Tertienzähler. Die Konstruktion des Tertienzählers basiert laut der Deutschen Uhrmacher Zeitung auf Ideen von Karl Moritz Großmann, Ignatz Marenzeller und Franz Ludwig Löbner. Der Begriff bezeichnet hochpräzise Stoppuhren, die Zeiten bis auf die 1/100-Sekunde genau messen können. Löbner perfektionierte diese Technologie und wurde damit zum bedeutendsten Hersteller von Uhren dieser Art. Seit ca. 1880 wurden diese Uhren hauptsächlich für das Militär hergestellt, aber sie fanden auch bei Zeitmessungen in Sport und Wissenschaft Einsatz.

### Löbner im Pferderennsport (seit 1891)

Postkarte mit Löbner Rennbahnuhr in München Riem, 1956

Großuhren für Pferderennbahnen, sogenannte Rennbahnuhren, haben eine große Bedeutung in der Historie Löbners. Bis in die 1950er Jahre wurden Rennbahnuhren in der Art verwendet, wie sie von der Firma Löbner entwickelt wurden. Nachweislich standen im Jahr 1913 an folgenden Pferderennbahnen im Deutschen Kaiserreich Uhren aus dem Hause Löbner: Altona-Bahrenfeld, Baden-Baden, Berlin-Grunewald, Berlin-Hoppegarten, Berlin-Weißensee, Berlin-Westend, Frankfurt am Main, Hamburg-Mühlenkamp, Hamburg-Farmsen, Hannover und München-Riem. Auch im europäischen Ausland war Löbner auf Pferderennbahnen vertreten. Dazu gehörten Alag, Budapest, Kopenhagen, Malmö, Paris-Tremblay, Riga und Wien. Heraus sticht die große Stoppuhr auf der Berliner Trabrennbahn Weißensee, denn diese beinhaltet die erste maschinelle Totalisator-Kontrolle, dessen Erfindung Löbner zugeordnet wird. Fotografien belegen, dass einzelne dieser Uhren auch nach dem Zweiten Weltkrieg noch im Einsatz waren.

### Beziehungen zum deutschen Kaiserreich (1894)

Lesesaal im Deutschen Reichstag mit ewigen Kalender von Löbner

Im Jahr 1894 entwarf Löbner eine Uhrenanlage für das Reichstagsgebäude des deutschen Kaiserreichs. Er installierte als Hauptuhr eine Sekundenpendeluhr der Firma C.T. Wagner aus Wiesbaden mit elektrischem Kontaktsystem, das die Nebenuhren mit elektrischen Impulsen in Betrieb hielt. Löbner selbst konstruierte einen ewigen Kalender für den Lesesaal, der Wochentag, Monat, Datum, Mondwechsel und die Jahreszahl anzeigte. Der Kalender hätte bis ins Jahr 1999 gezählt, wäre die Uhr nicht beim Reichstagsbrand 1933 komplett zerstört worden.
Die Leistungen und Erfindungen der Firma Löbner fanden Beachtung durch den letzten Deutschen Kaiser Wilhelm II. Nach Übernahme des Geschäfts durch den Uhrmacher Otto Fritz im Jahr 1897 intensivierten sich die Beziehungen zwischen der Firma Löbner und dem deutschen Kaiserreich. Für seine Verdienste in der Präzisionszeitmessung erhielt Löbner im Jahr 1899 den königlichen Kronen-Orden 4. Klasse. Im Jahr 1901 stiftete Fritz eine Tertienuhr zur 1/100-Sekunden-Messung für die kaiserliche Yacht Hohenzollern. Otto Fritz wurde zum offiziellen Hofuhrmacher ernannt. Vier Jahre später wurde die Firma Löbner zum Hoflieferant der kaiserlichen Marine deklariert.

### Erfindung eines mobilen Zeitmessers zur Messung der 1/1000-Sekunde (1895)

Löbner 1/1000-Sekunden-Uhr, Berlin, um 1897

Im Jahr 1892 entwickelte Löbner im Auftrag der Artillerie-Prüfungskommission einen weiteren Präzisionszeitmesser zur Messung der Flugzeiten von Geschossen. Es entstand eine gigantische Uhr, die die Zeit auf die 1/1000-Sekunde genau messen konnte. Sie war so groß, dass sie nur mit einem Lastwagen transportiert werden konnte. Das Zifferblatt hatte einen Durchmesser von drei Metern, der Zeiger war 1,25 Meter lang und drehte sich fünf Mal pro Sekunde. Um die schnelle Bewegung festzuhalten und die Zeit zu messen, wurden zu Beginn und am Ende des Schusses Fotografien des Zifferblattes angefertigt.
Beim Vertrieb des Tertienzählers waren Löbner seine guten Kontakte zum Militär behilflich. Die kaiserliche Marine erwarb große Stückzahlen der Uhr. Außerdem bezog die Marine Chronoskope, präzise Taschenuhren und speziell entwickelte Apparate von Löbner.
Löbner produzierte auch selbst Chronoskope, hochpräzise elektromechanische Stoppuhren für Messungen im 1/1000-Sekunden-Bereich, die der deutsche Uhrmacher Matthäus Hipp 1848 erfunden und auf den Markt gebracht hatte. Die Firma Löbner verbesserte die Genauigkeit des Chronoskops. Chronoskope, die Löbner direkt zugeschrieben werden können, sind allerdings sehr selten.

### Olympische Spiele (1920- und 30er-Jahre)

Löbner Zeitmessanlage mit Zeitrdrucker

In den 1920er Jahren spezialisierte sich die Firma Löbner auf die präzise Kurzzeitmessung im Sport. Nachdem Otto Fritz im Jahr 1925 gestorben war, übernahm sein Sohn Johannes Otto Fritz das Geschäft. Er konstruierte den ersten Zeitdruck-Registrierapparat, der die gemessenen Zeiten auf einem Papierstreifen druckte und somit protokollierte. Zudem entwickelte er einen Hilfsapparate für die Zeitmessung, sogenannte Nah- und Fernauslösung, die einen elektrischen Impuls für die Zeitmessanlage auslösten. Die Erfindungen vereinfachten die Zeitmessung maßgeblich und erschlossen neue Geschäftsbereiche für Löbner.

Postkarte von 1936 mit Löbner Zeitmessanlage und Firmeninhaber Johannes Otto Fritz

Löbner war 1928 bei den Olympischen Sommerspielen in Amsterdam und 1932 bei den Olympischen Winterspielen in Lake Placid einer der offiziellen Zeitnehmer. 1936 bei den Olympischen Sommerspielen im Deutschen Reich kam der Zeitdrucker von Löbner in Kombination mit Zielfotografie und Lichtschranken beim Marathonlauf, Geländelauf, Schwimm-, Ruder-, Kanuwettkämpfen, Radrennen und Reitwettbewerben zum Einsatz. Bei den Winterspielen in Garmisch-Partenkirchen leitet die Firma Löbner die Zeitmessung der Bobrennen.

### Rekordmessungen von Automobil- und Motorradrennen (1920- und 30er Jahre)
Die Firma Löbner gilt als deutscher Pionier der Sportzeitmessung. Unter anderem stoppten die Uhren Löbners Rekord-Autofahrten von Rudolf Caracciola, Tazio Nuvolari und Bernd Rosemeyer. Der deutsche Rennfahrer Rudolf Caracciola erreichte 1938 mit einem Stromlinien-V12-Kompressor-Rennwagen W125 von Mercedes-Benz 432,7 km/h auf der Autobahn zwischen Frankfurt am Main und Darmstadt. Das war die höchste, bisher auf öffentlichen Straßen gefahrene Geschwindigkeit.

Die Zeit der Rekordfahrt der RAK3 Draisine von Opel im Juni 1928 wurde von Löbner gemessen

Große Bekanntheit erlangten auch die Rekorde von Fritz von Opel. Mit der RAK II, einer mit Raketenantrieb modifizierten Opelkarosserie, erreichte er im Jahr 1928 eine Geschwindigkeit von 238 km/h. Opel strebte danach, auch den Geschwindigkeitsrekord von Schienenfahrzeugen zu überbieten. Im gleichen Jahr erreichte er mit seiner unbemannten RAK III auf einer Eisenbahnstrecke bei Burgwedel einen neuen Weltrekord für Schienenfahrzeuge von 256 km/h. Die Messung der Rekordzeiten übernahm die Firma Löbner mit dem eigens entwickelten Zeitdrucker, der offiziell elektrisch-automatischer Registrier-Chronograph genannt wurde. Die Messung erhielt große mediale Aufmerksamkeit und befeuerte die Vermarktung der Erfindung Löbners.
Neben Rekorden mit Automobilen und auf Schienen hält Löbner auch einen Rekord auf zwei Rädern fest: Am 19. September 1929 gelingt es Ernst Henne auf einer Landstraße bei Ingolstadt mit einem 750-Kubikzentimeter-Kompressor-BMW-Motorrad den Geschwindigkeitsrekord des Engländers Le Vack von 207,5 km/h zu knacken. Bei dieser Fahrt wird eine Zeitmessapparatur von Löbner mit über die Fahrbahn gespannten Drähten benutzt. Ernst Henne erreicht seinen ersten Geschwindigkeitsweltrekord von 216,7 km/h über eine Meile mit fliegendem Start.

### Aufgabe des Geschäftes (1939)
Kurz vor Kriegsausbruch wurden wirtschaftliche Probleme der Firma Löbner publik. Johannes Otto Fritz kämpfte gegen Behörden und Institutionen um den Erhalt der Firma, allerdings erfolglos. Als Ende 1938 das Handelsregister des Deutschen Reiches bereinigt wurde, wurde der Name der Firma Löbner vorläufig gestrichen. Im Frühjahr 1939 verkündeten Schlagzeilen den Konkurs.
Der Grund waren Unstimmigkeiten bzgl. des Besitzes der Firma, die zu diesem Zeitpunkt noch auf den verstorbenen Otto Fritz registriert war. Zudem verstieß Johannes Otto Fritz gegen die Reichsgewerbeordnung, indem er die Firma nicht unter seinem eigenen Namen führte, sondern weiterhin unter dem Löbners. Der Geschäftsführer wurde zwangsvollstreckt, da er bereits überschuldet war. Der Werkstattbetrieb wurde allerdings von der Sachsenberg AG Berlin noch einige Zeit weitergeführt. 1944 wurde die Firma F.L. Löbner dann endgültig aus dem Handelsregister gestrichen. Womit der Konkurs der Firma wirklich zusammenhing, ist nicht überliefert.

### Relaunch der Firma Löbner (2023)
Im Oktober 2023 erweckte der Münchner Unternehmer Matthias Düwel gemeinsam mit Partnern die Uhrenmarke Löbner zu neuem Leben. Er brachte drei mechanische Armbanduhren auf den Markt, die die Geschichte der Zeitmessung der ursprünglichen Marke aufgreifen. Der Designfokus der drei Modelle liegt auf mechanischen Uhrwerken mit Chronograph, der die Zeit misst – dies erinnert an den historischen Tertienzähler. Über einen Tachymeter-Skala auf der Lünette lassen sich Geschwindigkeiten ablesen. Die Uhren gehören dem Luxussegment an und werden exklusiv vom Schweizer Uhren- und Schmuckhändler Bucherer vertrieben.

## Wichtigste Uhrenmodelle

### Historische Stücke
Der Tertienzähler zur Messung der 1/100 Sekunde im Holzgehäuse mit Auslösungsmechanismus
Stoppuhr auf der Galopprennbahn München-Riem
Löbners ewiger Kalender unter der Nebenuhr im Lesesaal des Deutschen Reichstags (1894) 
Zeitdruck-Registrierapparat mit AEG-Lichtschranke und Zielfotografie für die Olympischen Spiele 1936 zusammen mit Firmeninhaber Johannes Otto Fritz

### Neue Kollektion

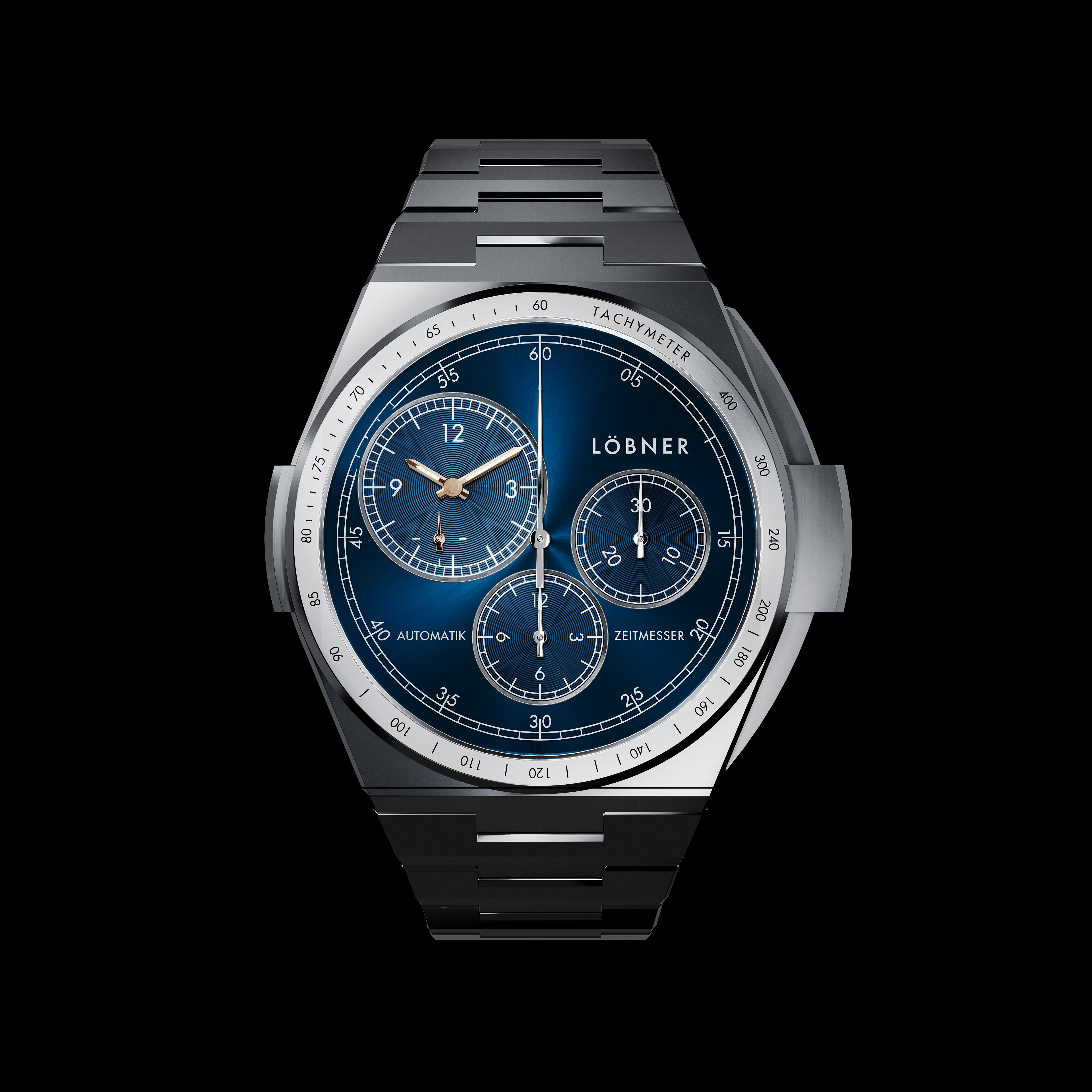
Löbner Steelracer Blue

Die ersten Stücke der neuen Generation sind drei Chronographen. Die mechanischen Uhrwerke stammen vom Schweizer Hersteller La Joux-Perret, einer Tochtergesellschaft von Citizen, die Edelstahl-Gehäuse aus Pforzheim. Die Uhren werden in der deutschen Uhrmacherstadt Glashütte in Sachsen von Hand zusammengebaut. Das Modell „Steelracer“ gibt es in drei Variationen – mit schwarzem und blauem Ziffernblatt und als auf 50 Exemplare limitierte „Steelracer Rocketman“. Das Design lehnt sich an die ikonischen Rennfahrzeuge der 1920er und 30er Jahre an. Die „Rocketman“ mit schwarzem Gehäuse und schwarzem Kautschukarmband ist inspiriert von den Raketenrennfahrten von Fritz von Opel. Ein goldener Punkt auf dem Tachymeter der Uhr markiert die von Löbner gemessene Rekordgeschwindigkeit von 256 km/h.
Die Gestaltung des Zifferblattes entstand in Anlehnung an Löbners Tertienzähler: Die Uhrzeit wird bei allen drei Modellen in einer dezentralen Anzeige angezeigt, während die Stoppuhr mit Zentralsekunde im Fokus steht. Außerdem verfügt jede Uhr über einen patentierten Kronenschutz, den sogenannten „Sledge“. Dieser Kronenschutz-Schieberegler verhindert das versehentliche Verstellen der Zeit und schützt die Krone vor mechanischer Belastung. Entworfen wurden die Uhren vom Schweizer Designer Emmanuel Dietrich, der bereits für Hermés und die Swatch Group tätig war.

## Auszeichnungen
Uhren von Löbner wurden mehrfach ausgezeichnet: So erhielt eine künstlerisch gestaltete Löbner-Uhr 1882 den 2. Staatspreis für Kunstgewerbe. Es handelte sich dabei um eine Stutzuhr mit einem Gehäuse nach Entwürfen des Architekten Sputh. Dieser Preis dokumentiert ein Stempel auf einigen Uhrwerken aus Löbners Werkstatt. Für eine Kaminuhr aus Marmor bekam Löbner 1889 den Staatspreis des Königlichen Kunstgewerbemuseums.
Franz Ludwig Löbner selbst erhielt auf der Berliner Gewerbeausstellung 1896 das Ehrendiplom.
Auf das Uhrengehäuse eines Tertienzählers sind Stempel mit Auszeichnungen Löbners geprägt. Dazu gehören der Staatspreis von 1882, die silberne Medaille Porto Alegre Rio Grande von 1881 und das Ehrenzeugnis der Berliner Kunstgewerbe-Ausstellung von 1896.